# BMW B38
BMW B38 — це трициліндровий рядний двигун (двигун Отто) однойменного виробника автомобілів. Разом з B48 і B58 (чотири і шестициліндровий двигун) і два дизельні двигуни B37 і B47 (три й чотирициліндровий) це один із модульних двигунів, представлених виробником у 2013/2014. Завод BMW у Мюнхені є головним заводом з виробництва двигунів B38 і B48. Модульні двигуни вбудовані в моделі BMW і Mini. Це поступово замінить двигуни в мінімоделях, які раніше були розроблені у співпраці з групою PSA.

## Конструкція
Картер (блок двигуна) у «закритій конструкції» виготовлений з алюмінію, а гільзи циліндрів покриті твердим сплавом заліза. Як і в M20, представленому в 1977 році, міжцентрова відстань циліндра становить 91 мм. Максимальна одинична кубатура циліндра 500 куб/см. Двигун B38 має турбокомпресор з алюмінієвим корпусом з водяним охолодженням, безпосереднім упорскуванням і регулюванням розподільного вала, від 1,5 l Переміщення регулятора клапана «Valvetronic» з регулюванням підйому клапана за допомогою регульованих проміжних важелів і роликових коромисел. Співвідношення порції циліндрів до діаметра циліндра становить 1,15 для всіх варіантів. Це сприяє тому, що максимальний крутний момент вже нижче 1400 об/хв — за винятком варіанту i8. Для поглинання вібрацій першого порядку встановлений балансирний вал, який працює в голчастих підшипниках для низького тертя.
З квітня 2015 року, після несправностей варіанта 100 кВт у профілях користувачів із високим використанням зчеплення, як осьовий підшипник колінчастого вала було встановлено 360-градусний фланцевий підшипник замість напівкорпусного підшипника.
З 2018 року мініверсії включали на 10 Нм вищі крутні моменти  – разом з іншими змінами — тиск уприскування можна збільшити з 200 до 350 бар. Для пластикової кришки двигуна використовується матеріал, армований вуглецевим волокном, що не тільки робить її легшою, але й дозволяє використовувати відрізки від виробництва моделей i.
З березня 2018 р. або З травня 2018 року (i8) варіанти BMW матимуть фільтр твердих частинок бензину (OPF), а з липня 2018 року також будуть варіанти Mini, щоб відповідати стандарту Euro 6d-Temp.
Наприкінці 2021 року друге покоління Active Tourer, B38 потужністю 115 кВт/156 к.с., буде доповнено електродвигуном потужністю 14 кВт (м’який гібрид 48 В).

## Дані
| Тип двигуна | Циліндр | Об'єм            | Діаметр х хід поршня | Потужність при 1/хв              | Крутний момент при 1/хв | Транспортний засіб           |
| ----------- | ------- | ---------------- | -------------------- | -------------------------------- | ----------------------- | ---------------------------- |
| B38A12      | R3      | 1,2 л (1198 см3) | 78,0×83,6            | 55 кВт (75 к.с.) при 4250        | 150 Нм при 1400-4000    | Mini One First (F56)         |
| B38B12U0    | R3      | 1,2 л (1198 см3) | 78,0×83,6            | 75 кВт (102 к.с.) при 4250-6000  | 180 Нм при 1400-4000    | Mini One (F56)               |
| B38A15      | R3      | 1,5 л (1499 см3) | 82,0×94,6            | 55 кВт (75 к.с.) при 3500-6500   | 160 Нм при 1250-3000    | Mini One First (з 2018)      |
| B38A15      | R3      | 1,5 л (1499 см3) | 82,0×94,6            | 75 кВт (102 к.с.) при 3900-6500  | 190 Нм при 1380-3600    | Mini One (з 2018)            |
| B38B15      | R3      | 1,5 л (1499 см3) | 82,0×94,6            | 75 кВт (102 к.с.) при 4100-6000  | 180 Нм при 1200-3800    | BMW 216i Гран Турер          |
| B38B15M0    | R3      | 1,5 л (1499 см3) | 82,0×94,6            | 80 кВт (109 к.с.) при 4500-6000  | 180 Нм при 1250-4250    | BMW 116i (F20LCI/21LCI)      |
| B38B15M0    | R3      | 1,5 л (1499 см3) | 82,0×94,6            | 100 кВт (136 к.с.) при 4400-6000 | 220 Нм при 1250-4300    | BMW 2 серії Гран Турер       |
| B38B15M0    | R3      | 1,5 л (1499 см3) | 82,0×94,6            | 100 кВт (136 к.с.) при 4500-6000 | 220 Нм при 1250-4000    | Міні (F55/F56/F57)           |
| B38B15M0    | R3      | 1,5 л (1499 см3) | 82,0×94,6            | 100 кВт (136 к.с.) при 4400-6000 | 220 Нм при 1250-4000    | Міні (F54)                   |
| B38B15M0    | R3      | 1,5 л (1499 см3) | 82,0×94,6            | 100 кВт (136 к.с.) при 4400-6000 | 220 Нм при 1400-4300    | Міні (F60)                   |
| B38A15M1    | R3      | 1,5 л (1499 см3) | 82,0×94,6            | 103 кВт (140 к.с.) при 4600-6500 | 220 Нм при 1480-4200    | F39, F40, F44, F45, F46, F48 |
| B38B15xx    | R3      | 1,5 л (1499 см3) | 82,0×94,6            | 115 кВт (156 к.с.) при 4700-6500 | 280 Нм при 1500-4400    | BMW 220i Active Tourer (U06) |
| B38K15T0    | R3      | 1,5 л (1499 см3) | 82,0×94,6            | 170 кВт (231 к.с.) при 5800      | 320 Нм при 3700         | BMW i8 (I12/I15)             |

Технічні характеристики BMW 2 серії Active Tourer, Технічні характеристики Mini 3-door, Технічні характеристики Mini 5-door, Технічні характеристики BMW i8, Виробничі дані Mini 3- Türer, новий Mini з додатковими варіантами двигуна.

## Використання

### 1.2L 55kW (75hp)
- F55 (Mini) як Mini One Перший 5-дверний (03/2015 — 11/2017)
- F56 (Mini) як Mini One Перший 3-дверний (07/2014 — 11/2017)

### 1.2L 75kW (102hp)
- F55 (Mini) як Mini One 5-дверний (03/2014 — 11/2017)
- F56 (Mini) як Mini One 3-door (11/2014 — 11/2017)
- F57 (Mini) як Mini One Convertible (03/2016 — 11/2017)

### 1,5 л 55 кВт (75 к.с.)
- F56 (Mini) як Mini One Перший 3-дверний (з 11/2017)
- F56 (Mini) як Mini One Перший 5-дверний (з 11/2017)

### 1.5L 75kW (102hp)
- F45 як BMW 216i Active Tourer (11/2015 — 02/2018)
- F46 як BMW 216i Gran Tourer (07/2015 — 02/2018)
- F55 (Mini) як Mini One 5-дверний (з 11/2017)
- F56 (Mini) як Mini One 3-door (з 11/2017)
- F57 (Mini) як Mini One Cabrio (з 11/2017)
- F54 (Mini) як Mini Clubman (з 07/2018)
- F60 (Mini) як Mini Countryman (з 07/2018)

### 1.5L 80kW (109hp)
- F20LCI/21LCI як BMW 116i (03/2015 - 06/2019)
- F45 і F46 як 216i Active і Gran Tourer (03/2018-11/2020)

### 1.5L 100kW (136hp)
- F20LCI/21LCI як BMW 118i (01/2015 — 06/2019)
- F22/F23 як BMW 218i (з 03/2015)
- F45 як BMW 218i Active Tourer (03/2014 — 02/2018)
- F46 як BMW 218i Gran Tourer (03/2015 — 02/2018)
- F30LCI/F31LCI як BMW 318i (з 05/2015)
- F48 як BMW X1 sDrive18i (06/2015 — 07/2017)
- F55 (Mini) як Mini Cooper 5-дверний (з 07/2014)
- F56 (Mini) як Mini Cooper 3-дверний (з 03/2014)
- F57 (Mini) як Mini Cooper Cabrio (з 03/2016)
- F54 (Mini) як Mini Cooper Clubman (з 07/2018)
- F60 (Mini) як Mini Cooper Countryman (з 07/2018)

### 1.5L 103kW (140hp)
- F39 як BMW X2 sDrive18i (з 03/2018)
- F40 як BMW 118i (з 09/2019)
- F44 як BMW 218i Gran Coupé (з 03/2020)
- F45 і F46 як 218i Active і Gran Tourer (з 03/2018)
- F48 як BMW X1 sDrive18i (з 07/2017)
- BMW U06 як 218i Active Tourer 2-го покоління (з 11/2021)

### 1.5L 115kW (156hp)
- BMW U06 як 220i Active Tourer 2-го покоління (з 11/2021)

### 1.5L 170kW (231hp)
- I12 як BMW i8 купе (05/2018-2020)
- I15 як BMW i8 Roadster (05/2018-2020)